# Propad (film)
Propad (izvirni nemški naslov Der Untergang) je nemški zgodovinski vojni dramski film iz leta 2004, ki ga je po scenariju producenta Bernda Eichingerja režiral Oliver Hirschbiegel. Film temelji na bitki pri Berlinu v drugi svetovni vojni, ko je bila nacistična Nemčija na robu poraza, in prikazuje zadnje dni Adolfa Hitlerja, ki ga je v filmu upodobil Bruno Ganz. V glavnih vlogah so igrali še Alexandra Maria Lara, Corinna Harfouch, Ulrich Matthes, Juliane Köhler, Heino Ferch, Christian Berkel, Alexander Held, Matthias Habich in Thomas Kretschmann.  Film je nemško-avstrijsko-italijanska koprodukcija.
Glavno snemanje filma je potekalo od septembra do novembra 2003 v Berlinu, v Münchnu in v Sankt Peterburgu v Rusiji. Medtem, ko je film postavljen v berlinski podzemni bunker in okoli njega, je Hirschbiegel med produkcijo uporabil pripovedi očividcev, spomine preživelih in druge zgodovinske vire za rekonstrukcijo videza in vzdušja Berlina iz štiridesetih let dvajsetega stoletja. Scenarij je med drugim temeljil na knjigah Znotraj Hitlerjevega bunkerja zgodovinarja Joachima Festa in Do zadnje ure Hitlerjeve nekdanje zasebne tajnice Traudl Junge.
Film je bil premierno predvajan na filmskem festivalu v Torontu 14. septembra 2004. Z občinstvom je bil sporen, ker je prikazal človekovo plat Hitlerja in upodobil člane tretjega rajha. Kasneje je v nemški produkciji Constantin Film prejel široko gledališko predstavo. Film je zaslužil več kot 92 milijonov dolarjev in prejel pozitivne kritike filmskih kritikov, zlasti za Ganzovo upodobitvijo Adolfa Hitlerja in Eichingerjev scenarij. Film Propad je bil na 77. podelitvi oskarjev nominiran za najboljši tujejezični film. Prizori iz filma, na primer tisti, ko jezni Hitler izve, da generali niso upoštevali njegovih ukazov, so ustvarili vrsto internetnih smešnic. 